# Militärwesen im Alten Ägypten

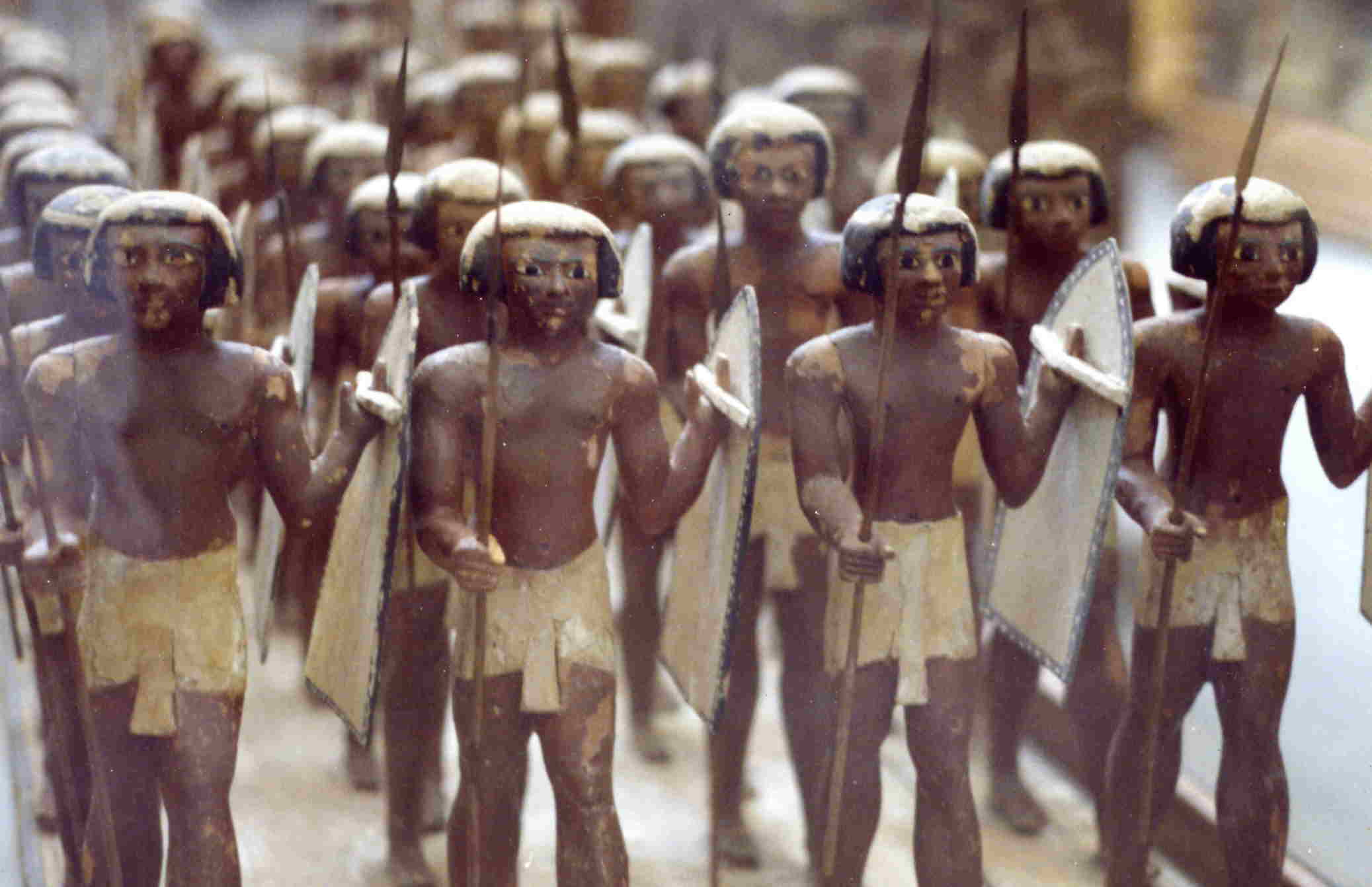
Soldaten aus dem Grab des Mesehti

Die verfügbaren Quellen über das Militärwesen im Alten Ägypten befassen sich im Wesentlichen mit den militärischen Entwicklungen im Alten, Mittleren und Neuen Reich. Mit der 3. Zwischenzeit begannen der zunehmende Verfall zentraler Regierungskontrolle und Organisation sowie mehr und mehr der Verlust der eigenen Unabhängigkeit. Damit einher gingen der ökonomische, politische und militärische Niedergang Ägyptens, sowie der langsam schwindende Einfluss in Palästina, im Libanon und in Nubien. Diese Entwicklung nach dem Ende des Neuen Reiches schlägt sich auch im weniger aussagekräftigen Quellenmaterial über das Militärwesen nieder.
Das Militärwesen war insbesondere in Zeiten einer schwachen Zentralgewalt geprägt durch die Machtverhältnisse zwischen Pharao, Fürsten und Priesterschaft, während gesamtstaatlich dominante Pharaonen den Einfluss der Gaufürsten und der Priesterschaft zurückdrängten. Ein starker Pharao sicherte nicht nur den Wohlstand des Landes, sondern war auch die Voraussetzung für politische und militärische Expansion. Allerdings bot die wirtschaftliche Autarkie des Landes während des Alten und Mittleren Reiches wenig Anlass zur Expansion in den vorderasiatischen Raum. Es waren die militärischen Fähigkeiten, die den Bestand Ägyptens und die Langlebigkeit seiner Zivilisation sicherten.
Großen Einfluss auf die Entwicklung des Militärwesens hatten die geostrategische Lage und die Geografie Ägyptens. Es grenzt im Nordosten an den Sinai und im Nordwesten an die Libysche Wüste, im Norden bildet das Mittelmeer eine natürliche Grenze und im Süden die Felsen des ersten Katarakts. Geografisch ist Ägypten eine Stromoase, verkehrstechnisch bildete sich daraus eine Flussgesellschaft. Der Stromoasen-Charakter hat frühzeitig zum Einsatz von Booten für militärische Zwecke geführt. Unterstützt wurde die Schifffahrt durch den von Süden nach Norden strömenden Fluss und den nahezu stetig aus Norden wehenden Wind, sodass in beiden Richtungen die Schifffahrt erleichtert wurde.
Die natürlichen Barrieren haben Ägypten für fast tausend Jahre bis zur Machtübernahme der Hyksos in der Zweiten Zwischenzeit ohne nennenswerte Bedrohung seiner Grenzen leben lassen. Vor diesem Ereignis bestand keine Notwendigkeit für ein stehendes Heer. Dies änderte sich im Neuen Reich. Eine mögliche militärische Bedrohung Ägyptens reduzierte sich auf die drei durch die Geografie vorgegebenen Einfallstore. Keine dieser Grenzen war unüberwindbar, aber die natürlichen Hindernisse erschwerten lange Zeit den Zugang zu militärischen Entwicklungen anderer Staaten über die unmittelbaren Nachbarn hinaus. Die unmittelbaren Nachbarn, Nubier im Süden, Libyer im Westen und Beduinen im Osten, befanden sich zumindest während des Alten und Mittleren Reiches auf gleichem oder niedrigerem waffentechnischen Entwicklungsstand. Während dieser Zeit stagnierte daher die Entwicklung der Waffentechnologie in Ägypten.

## Altes Reich
Das südliche Syrien und Palästina wurden im Alten Reich als ägyptisches Einflussgebiet betrachtet. Nennenswerte Merkmale diplomatischer und militärischer Aktivitäten zur Unterstützung dieses Anspruches sind nicht feststellbar. Eine militärische Bedrohung ging von den nomadischen Einwohnern Palästinas und Libyens nicht aus. Nubien wurde jedoch als Bedrohung empfunden. Es war jedoch militärisch weniger entwickelt als Ägypten. Die von den Pharaonen gesehene Notwendigkeit für den Unterhalt von Streitkräften resultierte daher eher aus der Vorsorge für die Landesverteidigung und zur Unterdrückung gelegentlicher Revolten der Gaufürsten und der Bevölkerung, da die politische Landschaft im vereinigten Reich durch die machtbewussten Gaufürsten und deren eigene Streitkräfte mitbestimmt wurde.

### Organisation der Streitkräfte
Während des Alten Reiches entstand zum ersten Mal eine nachweisbare militärische Organisation. Der überwiegende Anteil der Streitkräfte stand unter dem Kommando der Gaufürsten und war in Miliz-Einheiten organisiert. Verstärkt wurden sie durch vom Pharao besoldete nubische Söldner. Der Pharao hatte zu seinem eigenen Schutz eine relativ kleine aber stehende, mehrere tausend Mann starke Gardetruppe. Die Gaufürsten waren verpflichtet dem Pharao im Bedarfsfall Truppen zur Verfügung zu stellen. Die Ausbildung wurde regional auf der Ebene der Gaue durchgeführt und bestand lediglich aus einer Grundausbildung.
Die ersten Stabsstrukturen entstanden. Aufgabenzuordnungen wie Quartiermeister, Befehlshaberbezeichnungen wie Kommandierende für militärische Depots, Spezialkräfte für den Wüstenkrieg, Schreiber sowie Grenz- und Garnisonsaufgaben lassen Funktionszuordnungen erkennen. Eine klare, militärische Hierarchie ist jedoch kaum feststellbar.

### Wehrpflicht und Auftrag
Die Wehrpflicht wurde im Alten Reich eingeführt. Soldaten wurden periodisch und nach Bedarf eingezogen. Die Rekrutierung erfolgte auf der Basis von etwa 1 aus 100 männlichen Einwohnern. Die Masse der Wehrpflichtigen wurde als Garnisonspersonal in den Grenzforts sowie für den Bau öffentlicher Projekte eingesetzt. Außerdem wurden die Soldaten für die Arbeit im Steinbruch, zum Schutz von Expeditionen, für Kriegszüge sowie zur Unterdrückung ziviler Unruhen benötigt.

### Militärische Nutzung der Schifffahrt
Der Flussoasen-Charakter Ägyptens hat von Anfang an in Ägypten und Nubien eine amphibische Kriegsführung entstehen lassen. Bereits seit 3000 v. Chr. wurden koordinierte Angriffe von Land und über den Nil angelandeter Truppen gegen nubische Dörfer durchgeführt. Die Ägypter benutzten um 2450 v. Chr. erstmals Schiffe für den Truppentransport nach Palästina.
Bei den verwendeten Booten handelte es sich um Handelsschiffe. Im Alten Reich wurden auf dem Nil neben kleineren Booten 21–32 Meter lange Boote der Schiffstypen satch und sekhet für Transportzwecke eingesetzt. Ägyptische Boote konnten jedoch aufgrund ihrer Bauweise nicht auf der hohen See navigieren. Hier kamen so genannte Byblos-Boote zum Einsatz, die offensichtlich nach ihrer syrisch-palästinensischen Herkunft benannt wurden.

### Bewaffnung
Die militärische Macht Ägyptens gründete sich im Alten Reich auf ein weitgehend gleich bleibendes und unverändertes Waffenarsenal. Es entsprach dem der potentiellen Gegner in unmittelbarer Nachbarschaft. Eroberungen in diesen Gegenden beruhten daher eher auf besserer Führung und Organisation der Streitkräfte sowie größerer Mannschaftsstärke als auf überlegener Bewaffnung.
Die Hauptbewaffnung im Alten Reich waren Streitkolben, Streitaxt, Pfeil und Bogen, Wurfspeer, Steinschleuder sowie Stangenwaffen. Der Streitkolben war die weit verbreitetste Waffe im Alten Reich. Streitkolben und Streitäxte mit Kupferschneiden waren die effektivsten Waffen im Nahkampf. Das Wurfholz, das im Gegensatz zum Bumerang nicht zum Werfer zurückkehrt, eine ebenfalls traditionelle Waffe, wurde jedoch im Alten Reich nur noch als Jagdwaffe eingesetzt. Harnische zum Körperschutz gab es im Alten Reich nicht. Der einzige Schutz des Soldaten war sein Schild.

### Festungen, Belagerungstechniken
Buhen war wahrscheinlich der erste befestigte Außenposten Ägyptens in Nubien. Es war eine kleine durch eine große, grob gebaute Mauer geschützte Ansiedlung. Entstanden ist sie wahrscheinlich in der vierten oder fünften Dynastie, möglicherweise schon in der zweiten Dynastie. Eines der ältesten Forts in Ägypten wurde während des Alten Reiches an der Südspitze der Insel Elephantine gebaut. Es lag strategisch günstig in der Mitte des Nils eben oberhalb des ersten Katarakts. Der Nil gab der Anlage natürlichen Schutz.
Gegnerische Festungen oder befestigte Städte wurden durch Leitern bis zu einer Höhe von 10 m oder durch Unterminieren der Mauern erstürmt. Waren diese Eroberungstechniken nicht erfolgreich, blieb nur die Belagerung durch Aushungern.

### Administration, Logistik und sanitätsdienstliche Versorgung
Die militärische Administration und Organisation sowie die Logistik waren seit Beginn des Alten Reiches durch eine zentralisierte und durch Schreiber gestützte Verwaltung gut entwickelt. Das Standardtransportmittel der ägyptischen Armee an Land war der Esel, wenn nicht ohnehin Boote für Transporte genutzt wurden.
Eine institutionalisierte militärmedizinische Versorgung gab es nicht. Jedoch behandelten die Ärzte der Gaufürsten deren Milizsoldaten. Die Ärzte dienten nicht als Teil des Militärs, haben jedoch Erfahrungen gesammelt, da sie hochgestellte Offiziere im Felde begleiteten. Weiter sind Ärzte am Hof des Pharaos und der Gaufürsten zuweilen zu militärischen Außenposten zur Behandlung von Soldaten geschickt worden.

## Mittleres Reich
Das südliche Syrien und Palästina wurden auch im Mittleren Reich als ägyptisches Einflussgebiet betrachtet. Ab der Regierungszeit von Sesostris III. begann Ägypten sich zunächst politisch, militärisch sowie wirtschaftlich offensiv als internationale Macht in den Nachbarländern zu etablieren. Um 1790 v. Chr. verlor die zentrale Regierung ihre Macht an die Gaufürsten, was die seit längerem ins Delta eingesickerten Hyksos zur Machtübernahme im nördlichen Ägypten nutzten.

### Organisation der Streitkräfte
Auch im Mittleren Reich kontrollierten die Gaufürsten ihre auf der Wehrpflicht beruhenden Milizen, jedoch war die Macht der Gaufürsten seit Sesostris III. deutlich eingeschränkt. Nubische Söldner versahen weiterhin ihren Dienst in den Streitkräften. Die Armee des Mittleren Reiches hatte eine klarere Kommandostruktur. Der Pharao führte den Oberbefehl bei größeren Feldzügen. Er ernannte die für die Grenzverteidigung und die Logistik verantwortlichen Offiziere. Es gab festgelegte Kommunikationswege und Verfahren der Berichterstattung. Eine Militärpolizei wurde neben Distriktoffizieren, Militärrichtern sowie einem militärischen Nachrichtendienstes und einer Aktenführung eingeführt.

### Militärische Nutzung der Schifffahrt
Die Kriegführung im Mittleren Reich behielt ihren amphibischen Charakter. Haupttransportmittel in Ägypten blieb das Boot. Die Flotte war die dominierende Teilstreitkraft der ägyptischen Streitkräfte mit elitärem Anspruch. In ihr dienten die Angehörigen der königlichen Familie. Schiffskommandanten unterstanden unmittelbar dem Pharao und seinen höchsten Beamten. Die Größe der Boote blieb mit etwa 30 m Länge unverändert, obwohl sich die Konstruktionsmerkmale und die Takelage veränderten. Diese Boote kamen auch im Neuen Reich zum Einsatz. Die Transportfähigkeit von Schiffen auf dem Mittelmeer lag bei 200 Mann.

### Festungen

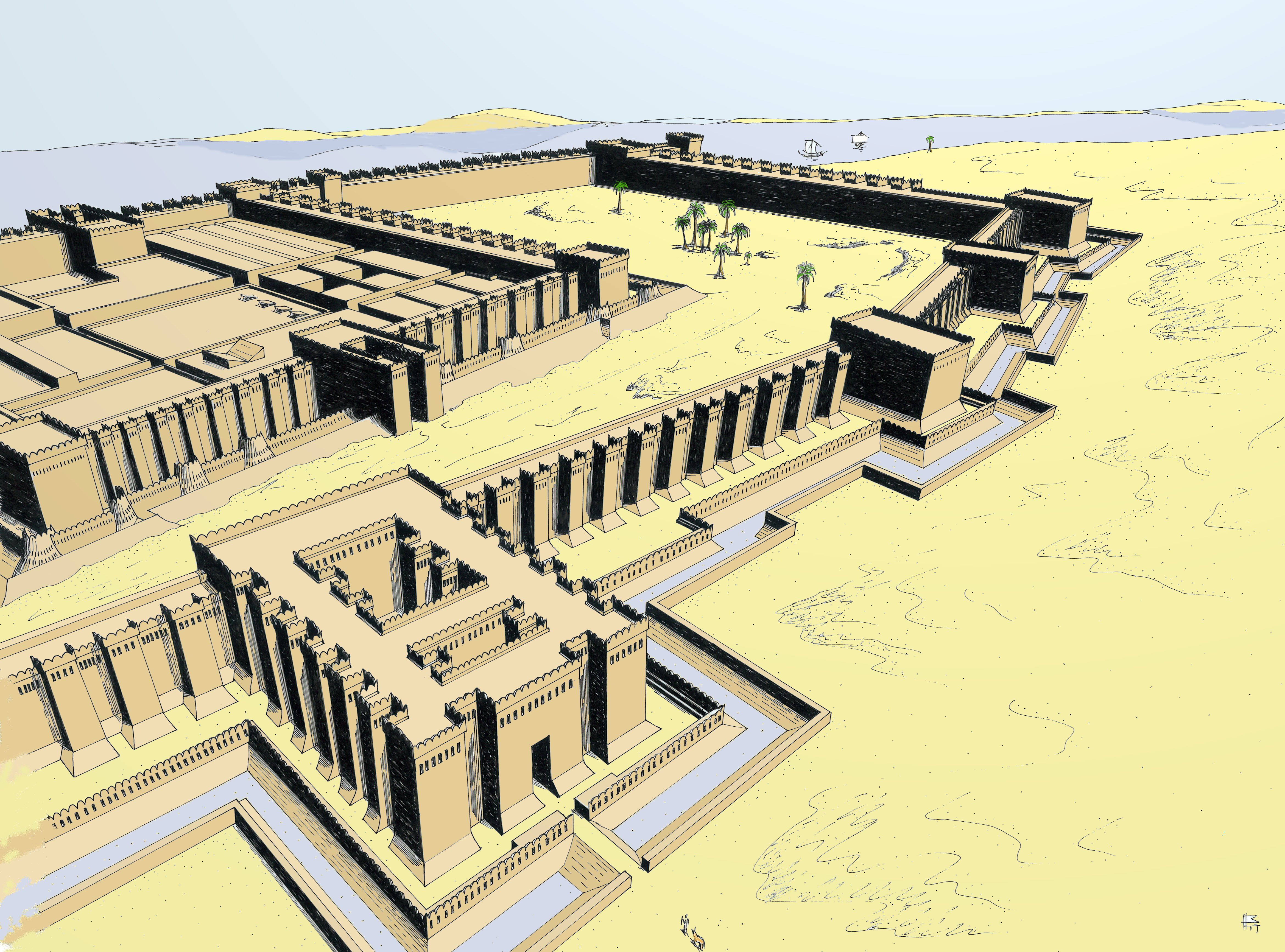
Buhen: Rekonstruktion, Nordansicht

Die Grenzen Ägyptens waren durch Festungen gegen mögliche Eindringlinge gesichert. Das östliche Delta seit der Regierungszeit Amenemhet I., das westliche Delta durch eine Festung im Wadi Natrun in der Sketischen Wüste. Diese Anlagen wurden während des 2. Jahrtausends v. Chr. in einem guten Zustand erhalten. Neben der Verteidigungsvorsorge dienten die Festungen auch dem Schutz der Handelsrouten und der Aufrechterhaltung des Handelsmonopols des Pharao.
Im Süden, an der Grenze zu Nubien wurde Ägypten neben den vorhandenen Festungen auch durch das befestigte Elephantine gesichert. In der Regierungszeit von Sesostris I. bis Sesostris III. wurden mindestens 17 Festungen gebaut. Die Festung Buhen hatte ein umbaute Fläche von 3000 m², umgeben von einer 4,5 m dicken und 9 m hohen Mauer mit Bastionen alle 5,5 m. Außerhalb dieser Mauer war eine zweite Mauer, die als schräg verkleidete Unterstützungsmauer mit Schießscharten alle 9 m ausgebildet war. Das Tor war gut 18 m hoch und erstreckte sich über den Festungsgraben.
Die Handelswege über Land entlang des ersten und zweiten Katarakts waren durch während der XII. Dynastie gebaute Mauern geschützt. Im Alten Reich errichtete Handelsniederlassungen wurden befestigt. Festungen hatten Lagerräume für erhebliche Mengen Getreide, ausreichend um eine Garnison bis zu einem Jahr zu ernähren. Die gebauten Festungen entsprachen in ihrer Konstruktionsweise vergleichbaren Anlagen des Mittelalters. Die nah am Nil gebauten Festungen verfügten über einen geschützten Zugang zum Wasser, der sowohl eine Versorgung über den Nil als auch Zugang zu Wasser ermöglichte. Andere Festungen verfügten über Brunnen oder Zisternen. Ergänzt wurden die Festungen durch strategisch im Gelände verteilte Wachtürme. Die Belagerungstechniken blieben im Wesentlichen unverändert. In dieser Zeit kamen überdachte Rammböcke zur Zerstörung der Tore zum Einsatz.

### Sanitätsdienstliche Versorgung
Wie die Waffentechnologie war die ägyptische Medizin für mehr als 2000 Jahre bis zum Einfall der Hyksos von äußeren Einflüssen ausgeschlossen. Ägyptische Medizin war den Tempeln, Priestern und dem Adel verbunden und verhinderte so die Entwicklung eines militärischen Sanitätsdienstes.
Die ägyptische Medizin war zur Zeit des Mittleren Reiches auf dem Höhepunkt ihres Wissens und ihrer Leistungsfähigkeit, obwohl sie nie ihre Verbindungen mit Zauberkunst und religiöser Mystik löste. Die Ärzte waren vertraut mit im Kampf erlittenen Verwundungen. Schädelöffnungen gehörten zu den fast zu 100 % erfolgreichen Operationen. Im Zeitalter von Soldaten ohne Helm und Rüstung und dem Einsatz von Streitkolben waren dies häufige Verletzungen. Erfolgreich behandelt wurden mehr oder weniger die gleichen Verletzungen wie im Zivilleben: Gerade und versenkte Knochenbrüche, Schnitte, Prellungen, Quetschungen, Brüche, Amputationen und offene Fleischwunden. Den Ägyptern waren Arm- und Beinschienen, das Setzen von Wundnähten, Auswaschen von Wunden, Blutstillung, die Nutzung von Verbänden und Bandagen sowie der Einsatz von schmerzstillendem Opium bekannt.

## Neues Reich
Die Hyksos besaßen eine aus Mesopotamien stammende fortschrittliche Waffentechnologie, insbesondere Streitwagen, Kompositbögen sowie metallverstärkte Schutzwesten und Helme. Diese Technologie war spätestens mit der Machtübernahme der Hyksos auch in Ägypten vorhanden und führte zu schneller Akzeptanz sowie zu einer beschleunigten Einführung, Einsatz und Verbesserung insbesondere der Streitwagen.
Nach der Vertreibung der Hyksos waren die militärischen Mittel vorhanden, um eine imperiale und expansionistische Machtpolitik zu forcieren. Die erfolgreichen Befreiungskriege hatten die Stellung des Pharaos und damit die Zentralgewalt erheblich gestärkt. Zwangsläufig minderte dies den Einfluss der Gaufürsten auf die nationale Politik. Die Fremdherrschaft in Teilen Ägyptens war eine unmissverständliche Warnung, die politische und militärische Initiative nicht an die asiatischen Völker zu verlieren. Eine politische Einflussnahme und militärische Expansion nach Syrien-Palästina war zwingend, um eine Pufferzone gegen diese Bedrohung aufzubauen.
Folgerichtig musste die Bewaffnung der ägyptischen Armee radikal modernisiert und auf den Standard potentieller Gegner gebracht werden. Eine permanente Eroberung Palästinas war nur durch die Schaffung von modern ausgerüsteten Landstreitkräften möglich. Dazu wurden die Streitkräfte in schneller Folge umgebaut. Es entstand zum ersten Mal in der ägyptischen Geschichte eine professionelle Militärkaste.
Der Schwerpunkt der Expansion lag zunächst auf Nubien bis zum 3. Katarakt und darüber hinaus. Die Eroberungen in Palästina und Syrien wurden insbesondere in Palästina begünstigt durch die geringe territoriale Größe und den geringen Bevölkerungsumfang dieser Königreiche und das Fehlen starker Verbündeter. Zur Zeit des Neuen Reiches betrug die Bevölkerung Palästinas etwa 140.000 Einwohner, bei einer eigenen Bevölkerung von ca. 2,9 Millionen. Ein System von Bündnissen und Verträgen und die Errichtung eines Netzwerkes von Garnisonen sicherten den ägyptischen militärisch-politischen Einfluss ab.

### Organisation der Streitkräfte
Das Ägyptische Militärwesen erreichte nach einer 3000-jährigen Entwicklung im Laufe des Neuen Reichs einen fast modernen Standard organisatorischer Reife. Die militärischen Kräfte wurden als nationale, stehende Armee auf der Grundlage des Wehrdienstes organisiert, obwohl regionale Milizen weiterhin existierten. Die Gaufürsten waren nicht mehr in der Lage die Aushebung von Truppen zu verhindern. Der Wesir diente als Kriegsminister. Der Kriegsrat diente als Generalstab.
Mit dem Ende der zweiten Zwischenzeit und der Vertreibung der Hyksos erfolgte eine Verstärkung der Streitkräfte auf drei Divisionen und ab der 19. Dynastie auf vier Divisionen. Die zusätzlichen zwei Divisionen waren in den Standorten Heliopolis und Pi-Ramesse stationiert. Die Feldarmee bestand nunmehr aus zwei Armeekorps zu je zwei Divisionen. Die Divisionen konnten einzeln oder im Verband mit anderen Divisionen eingesetzt werden. Jede Division bestand aus 5000 Mann. Diese Verbände wurden im Bedarfsfall durch Verbündete und Söldner verstärkt. Söldner und Verbündete bildeten dabei eigene Einheiten, die nicht in die ägyptischen Einheiten integriert wurden. Die vier Divisionen hatten eigene Namen mit entsprechenden Symbolen: Die Ptah-Division den Kopf des Apis-Stieres, die Re-Division den Kopf eines Falken, die Seth-Division den Kopf eines Hundes und die Amun-Division den Kopf eines Widders.
Zu den Streitkräften kamen noch die statischen Grenzgebietsverbände, die in den jeweiligen Garnisonen stationiert waren und von den dortigen Garnisonskommandeuren, den Idnu, befehligt wurden. Die Stationierung der Streitkräfte orientierte sich an den beiden möglichen Bedrohungsszenarien des Landes in ein Nord- und Südkorps. Weiterhin waren Einheiten in Nubien und Syrien stationiert.

### Militärhierarchie
Seit Haremhab ist die militärische Hierarchie bekannt. Kriegsherr auch auf dem Gefechtsfeld war der Pharao. Dem Pharao unterstellt war der Oberbefehlshaber, normalerweise ein Sohn des Pharao. Es folgen in der Hierarchie die Armeebefehlshaber des Nord- und Südkorps, gefolgt von den Divisionskommandeuren (Titel Imur-Meschta) im Generalsrang, sehr oft königliche Prinzen. Diesen sind die „Schreiber der Infanterie“ sowie die Standartenträger unterstellt. Darunter gliedern sich die Brigadekommandeure und Kompaniechefs. Es folgen Garnisontruppführer, Gruppenführer und gemeine Soldaten.

### Wehrpflicht, Ausbildung und Auftrag
Die Armee setzte sich aus professionellen Soldaten und Wehrpflichtigen zusammen, die nur zu Kriegszeiten einberufen wurden. Die Rekrutierungsrate betrug jedoch 1 zu 10, anstatt des traditionellen 1 zu 100.
Die Ausbildung war örtlich zentralisiert und wurde durch Offiziere und Unteroffiziere an Militärakademien durchgeführt. Es gab eine Ausbildungseinrichtung für Streitwagen in Memphis und Theben. Die Infanterie war sowohl für den Nahkampf als auch als Pionier- und für Belagerungsoperationen ausgebildet. Unterschieden wurde auch nach Ausbildungsstand und Aufgabe; etwa Rekruten, Soldaten mit Vollausbildung und Eliteangriffsformationen.
Neben dem militärischen Auftrag im Krieg wurden die Soldaten im Frieden zum Transport von Baumaterial und Einsatz bei Bauvorhaben, zum Schutz von Handelswegen und Expeditionen zur Gewinnung von Erzen und Edelmetallen, zur Bewachung innerägyptischer Grenzen, zum Aufspüren entflohener Gefangener und für Kundschafterdienste eingesetzt.

### Truppengattungen, Waffengattungen und Gliederung
Der Umbau der Streitkräfte wurde während der Regierungszeiten von Thutmosis I. bis Thutmosis III. abgeschlossen. Die Streitkräfte unterteilten sich in die Truppengattungen Infanterie, Streitwagenabteilungen, Garnisons- und Außenpostentruppen, Elitetruppen, Flotte sowie Söldner. Die Infanterie und die Streitwagenabteilungen waren die Hauptkampftruppen der ägyptischen Armee. Eine Division hatte bis zu 10 Brigaden.

#### Brigaden (Pa-Djetu)
Die Brigaden einer Division wurden von einem Heru Pa-Djet („Leiter der Djet“) kommandiert. Die Stärke einer Pa-Djet lag zwischen 500 und 1000 Soldaten.

#### Regiment (Sa)
Die Pa-Djet war wiederum unterteilt in zwei Regimenter (Sa-u), welche zu gleichen Teilen aus Nahkampftruppen und Bogenschützen bestanden. Ein Regiment wurde von einem Tjah-Serut angeführt und bestand aus 200 bis 250 Soldaten. Innerhalb der Regimenter bildeten Nahkampf-Soldaten weitere Untereinheiten, die man Nachtu-Aa („die großen Starken“) nannte.

#### Kompanie
Die Regimenter bestanden aus vier bis fünf Kompanien zu je 50 Soldaten, weiterhin unterteilt in 5 Gruppen zu 10 Mann. Anführer dieser Verbände waren Hauptmänner, die jedoch keinen offiziellen militärischen Führungstitel darstellten. Jede Kompanie hatte eigene Feldzeichen, so z. B. Schiffspersonal das Schiff und Bogenschützenkompanien den Bogen. Die Kompanien unterschieden sich durch die Art der Bewaffnung, zum Beispiel Axtträger, Bogenschützen, Keulenträger und Speerträger.

#### Das Streitwagenkorps (Pa-Djetu)

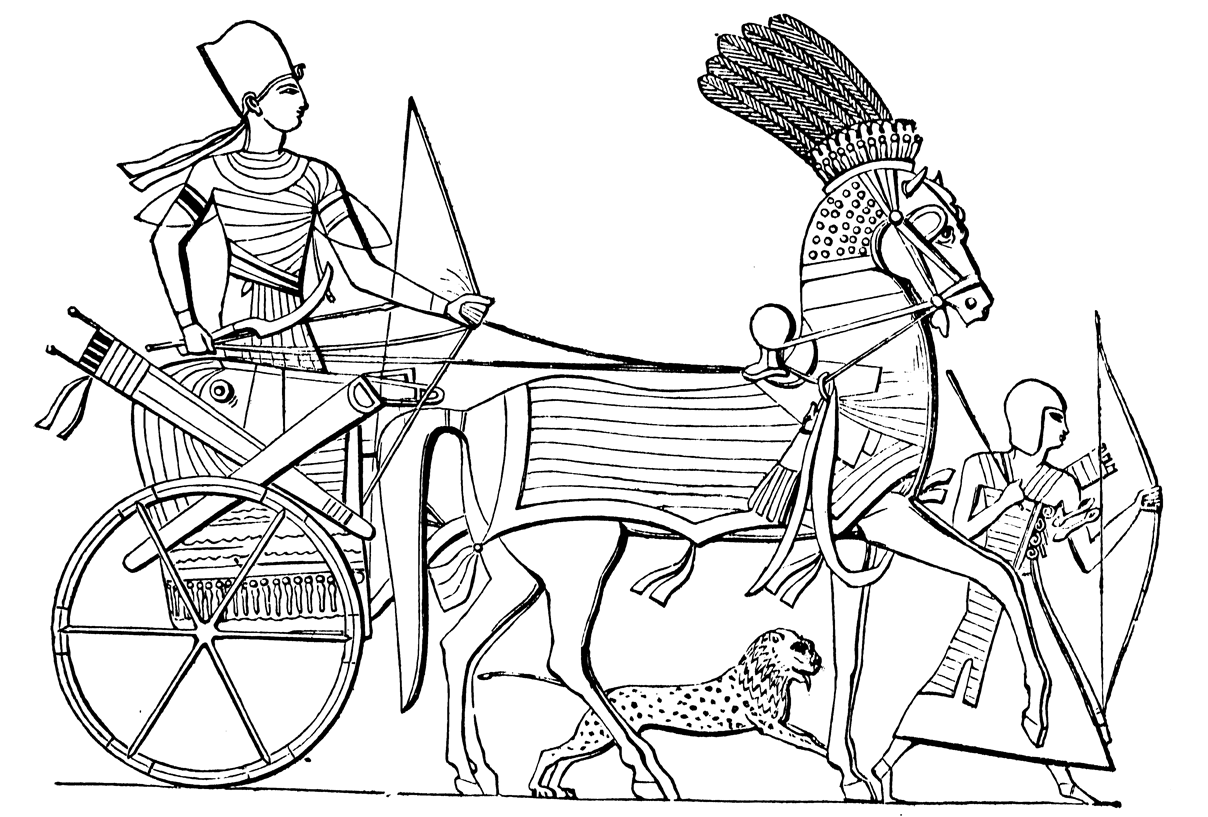
Ägyptischer Streitwagen.

Das Streitwagenkorps stellte die Elite der Streitkräfte dar. Das Korps war in Schwadronen zu 25 Wagen gegliedert, kommandiert durch einen „Streitwagenfahrer des Palastes“. Größere Einheiten von 50 und 150 Wagen konnten leicht zusammengestellt und in Zusammenspiel mit größeren Verbänden eingesetzt werden. Bekannt ist auch die Einteilung der Streitwagen in Zehnertrupps, geführt durch einen „Ersten Wagenlenker“, fünf Trupps bildeten eine Schwadron unter einem „Standartenträger der Wagenlenker“. Mehrere Schwadronen bildeten ein Regiment, geführt durch einen „Kommandierenden eines Streitwagenregiments“. Zum Streitwagenkorps gehörten leichtbewaffnete Läufer (Pa-Hereru), die die Streitwagenfahrer begleitend unterstützten.
Für Aufklärungszwecke gab es bewaffnete berittene Soldaten, die als Kundschafter und Melder eingesetzt wurden. Zusätzlich fungierten die Pa-Hereru auch als Erkundungstrupps, die den Gegner aufklärten und eine Gefechtsfelderkundung durchführten. Im Neuen Reich unterstanden die nubischen Forts dem Oberbefehl des Festungskommandanten von Buhen.

### Flotte
Im Neuen Reich hatte Ägypten während der 18. Dynastie eine eigene Marine. Zum Einsatz kamen gewöhnliche Handelsschiffe, Frachtschiffe sowie Schiffe für die Küstenschifffahrt. Die Bemannung war zunächst ägyptisch. Bereits unter Ramses II. begann die Bemannung der Boote durch Schardana-Söldner. Sie waren an ihren Aton-Sonnenscheiben auf den Helmen erkennbar.
Unter Ramses III. war dann bereits ein großer Teil der ägyptischen Marine durch Söldner bemannt. Der Kampf fand als Nahkampf durch Werfen von Wurfgeschossen und Einsatz von Pfeil und Bogen und anschließendem Entern statt. Im Kriege spielte die Flotte jedoch nur noch eine unterstützende Rolle. Die Entwicklung von Geschwadern für die Seekriegsführung ist nicht bekannt.
Unter Ramses II. und III. war der Schiffstyp menesh verbreitet, dessen Ursprung in Phönizien lag. Ägyptischer Schiffbau produzierte keine hochseefähigen Schiffe. Die Existenz von Marineinfanterie ist nicht belegbar.

### Bewaffnung
Die politischen Vorgaben der nunmehr expansionistisch ausgerichteten Politik des Neuen Reiches in Richtung Palästina und darüber hinaus verlangten eine radikal veränderte Bewaffnung.

#### Streitwagen (Wereret)
Die bisherige amphibische Kriegsführung und das in weiten Teilen Ägyptens ungeeignete Terrain für den Einsatz von Streitwagen, machten bisher eine zeitliche und finanzielle Investition in die Streitwagentechnologie nicht erforderlich. Streitwagen konnten nur im ebenen Gelände eingesetzt werden. Pferde erschienen zum ersten Mal in Ägypten. Die Konstruktion der Streitwagen wurde verbessert. Die Streitwagen waren von leichter Bauart und wogen lediglich etwa 35 kg; zum Bau eines Streitwagens wurden mehr als ein halbes Dutzend verschiedene Hölzer benötigt. Die Ägypter waren die ersten, die Bogenschützen mit Kompositbögen auf dem Streitwagen einsetzten. Ägypten hatte eine erhebliche Anzahl von Streitwagen. Außerdem trugen die Wagen Schild, Äxte sowie Wurfspieße und Lanzen, die in Köchern seitlich an den Streitwägen angebracht waren.
Auf dem Wagen wurden ein Fahrer (Kedjen) und ein Kämpfer (Seneni) eingesetzt. Entgegen der üblichen Handhabung in anderen Staaten, in denen nur Adlige über Streitwagen verfügten, gehörte er in Ägypten zur üblichen Heeresausrüstung. Diese Streitwagenkämpfer bildeten jedoch innerhalb des Militärs eine Elitetruppe, die sich eher mit Streitwagenkämpfern aus asiatischen Ländern als mit den übrigen ägyptischen Soldaten identifizierten. Zumeist wurde der Streitwagen mit Bogenschützen besetzt. Der Kedjen schützte den Seneni mit einem großen Schild aus Rohhaut gegen Pfeile und andere Wurfgeschosse. Die Seneni wurden zu ihrem Schutz mit schweren Textilien ausgerüstet. Durch diese Nachrüstungen und Weiterentwicklungen entstand eine bis dahin nicht gekannte Geschwindigkeit und mobile Kampfkraft auf dem Gefechtsfeld.

#### Waffen
Die Waffentechnologie der Hyksos wie Streitwagen, Kompositbogen, eine weiterentwickelte Streitaxt, Helme und Körperrüstung wurden übernommen. Bronzene Schuppenpanzer wurden jedoch aller Wahrscheinlichkeit nach nur von Eliteeinheiten wie den Streitwagenabteilungen getragen.

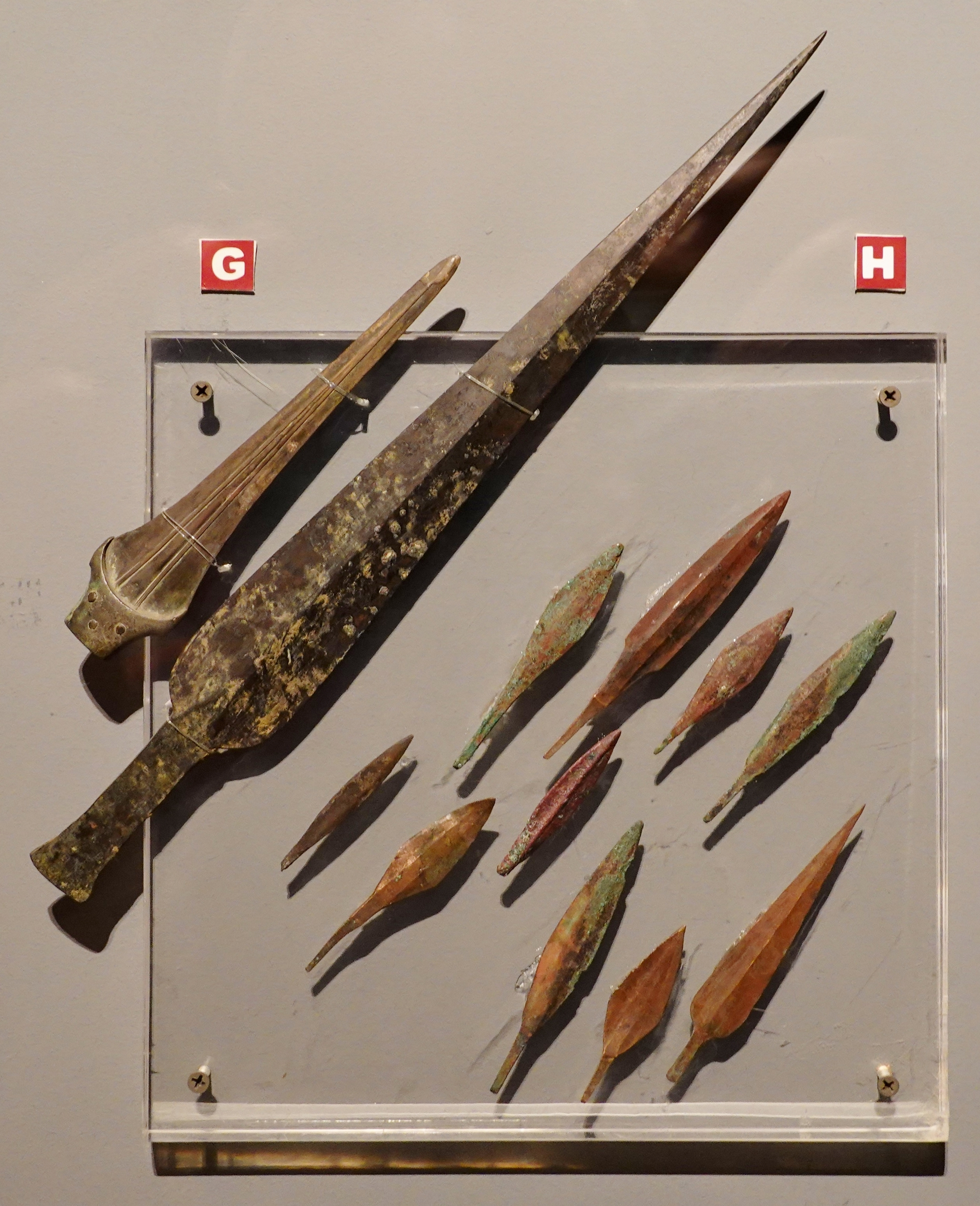
Bronzene Dolchklingen und Pfeilspitzen des Neuen Reiches

Die bevorzugten Nahkampfwaffen waren Dolch und Beil. Die typische Bewaffnung bestand aus Vorformen des Streitkolbens und dem Schwert. Hohen Bekanntheitsgrad hatte das Chepesch-Schwert. Als Fernwaffen kamen Speer, Schleuder sowie Pfeil und Bogen zum Einsatz. Auch Streitkolben wurden häufig geworfen.
Ab der 26. Dynastie wurden lange Speere und Lanzen eingeführt, die sich dann zur neuen Hauptwaffe herausbildeten. Viele Soldaten führten zwei Speere mit sich, wobei der erste geworfen und der zweite für den Nahkampf aufgespart wurde.

### Einsatztaktiken und Verfahren
Noch in den Befreiungskriegen spielte die amphibische Kriegsführung eine entscheidende Rolle. Im Verlauf des Krieges wurden auf dem Nil überholende Landungen unter Umgehung befestigter Städte durchgeführt. Die Flotte wurde auch bei der Belagerung von Auaris eingesetzt. Auch in Nubien wurde die Flotte zum Transport der Truppen genutzt. Die Art der Kriegsführung und ihre Potentiale änderten sich im Neuen Reich. Die vorherrschende bisher amphibisch orientierte Kriegsführung verlagerte sich auf die Landkriegsführung.
Mit der Neuorientierung der Politik ergaben sich gravierende Änderungen. Neben der verbesserten Waffentechnologie gab es ein ausgereiftes Nachrichtenwesen und geschulte Aufklärungseinheiten, die im Einsatz das Terrain und gegnerische Einheiten aufklären konnten. Gegenspionage und Spionageabwehr sowie Täuschung des Gegners über eigene Absichten wurden eingesetzt, um ein maximales Überraschungsmoment zu gewährleisten. Aufklärungsergebnisse und Schlachtplan wurden in einer Generalstabsbesprechung diskutiert und abgestimmt.
Der Einsatz der Streitkräfte erfolgte durch ein professionell ausgebildetes Offizierkorps, das problemlos größere Einheiten verschiedener Waffen- und Truppengattungen führen konnte. Die Führung im Gefecht und die notwendige Befehlsweitergabe geschahen durch Standarten, Trommler und Trompeten sowie durch Läufer, Streitwagen und Meldern auf Pferden. Die Standarten der Truppenteile ermöglichten dem Befehlshaber auf dem Gefechtsfeld die notwendige Übersicht über die Dislozierung seiner Einheiten.

#### Im Gefecht
Im Kriege beim Vormarsch wurden im gegnerischen Territorium befestigte Marschlager mit Graben, Einfassungszaun und Wachposten gebaut. Auf dem Schlachtfeld rückte die Infanterie mit den Streitwagenabteilungen an den Flanken vor. Weitere Streitwagenabteilungen wurden als Reserve hinter der vorrückenden Front bereitgehalten. Vor dem frontalen Angriff der Infanterie dezimierten die auf Streitwagen aufgesessenen Bogenschützen mit ihren weit reichenden Bögen die gegnerischen Formationen. Denkbar war auch der Einsatz von Bogenschützen zu Fuß, die mit simultanen Salven gegen gegnerische Infanterie zur Unterstützung der Streitwagen eingesetzt wurden. Nubische Söldner wurden als Plänkler vor dem Gros eigener Kräfte genutzt. Nach dem Wurf ihrer Speere setzten sie Äxte im direkten Kampf mit dem durch Wurfgeschosse aufgelockerten Gegner ein.
Die hochbeweglichen Streitwageneinheiten wurden situationsabhängig genutzt, um den Gegner in der Flanke zu fassen oder aber einen erzielten Einbruch in die gegnerische Front auszuweiten. Läufereinheiten, die mit den Streitwagen eingesetzt wurden, hatten die Aufgabe Pferde gegnerischer Streitwagen zu verletzen. Auch ein abgesessener Kampf der Streitwagenbesatzung mit Äxten und Wurfspießen war denkbar. Massierte Angriffe von mehreren hundert dicht gestaffelten Streitwagen waren möglich. Sie wirkten auch psychologisch durch den erzeugten Lärm und Staub auf den Gegner. In diesen Fällen war auch ein direkter Einbruch in die gegnerischen Formationen denkbar.
Reservestreitwagenschwadronen oder auch nachfolgende Infanterieeinheiten wurden zur Verfolgung eingesetzt, wenn der Gegner vom Schlachtfeld floh. Die Erfahrungen amphibischer Kriegsführung gingen jedoch nicht verloren. Thutmosis III. führte zerlegte Boote bei einem Vorstoß nach Osten über den Euphrat mit sich, um seine Truppen über den Fluss setzen zu können.

### Festungen
Während des Neuen Reiches wurden die vorhandenen Festungen des Mittleren Reiches umgebaut und an neue Waffentechnologien wie Streitwagen und Ställe für Pferde angepasst. Die in dieser Zeit gebauten und vorhandenen Verteidigungswälle und Festungen entlang der westlichen Wüsten, dem Sinai und der Mittelmeerküste sollten eine erneute Invasion wie die der Hyksos unterbinden. Die Städte waren nicht befestigt, jedoch konnten die durch hohe Mauern umgebenden Tempelanlagen als Fluchtburgen genutzt werden. Mit Hilfe befestigter Wachtürme an strategischen Punkten wurden die Bewegungen Fremder überwacht. Es fanden rege Aufklärungs- und Meldetätigkeiten statt.

### Söldner
Die ägyptische Armee war insbesondere im Neuen Reich eine vielsprachige Armee mit vielen Ethnien. Die Söldner wurden in Ägypten angesiedelt und waren nicht nur aus Geldgründen loyal gegenüber dem ägyptischen Reich. Eine Revolte haben sie nie ausgeführt.

#### Nubier
Seit der frühen dynastischen Zeit haben fast ununterbrochen Nubische Söldner in der ägyptischen Armee gedient. Sie wurden gemeinhin als Kundschafter und leichte Infanterie seit der zweiten Zwischenzeit verwendet. Haupteinzugsgebiet in Nubien war Iretjet, Jam, Setiu und Kau, wobei die Medjia, die seit der 6. Dynastie eingesetzt wurden, als die besten Späher der gesamten ägyptischen Armee galten. Ihre Kleidung bestand aus Fellen von Leoparden und Löwen. Ihr Gebiet lag am Oberen Nil neben Nubien. Während des Mittleren Reiches bildeten die Kuschiter die größte Gefahr an der Grenze zu Nubien. Nach der Vertreibung der Hyksos fielen ihre Gebiete an das Neue Reich. Seither wurden die Kuschiter als leichte Speerwerfer im ägyptischen Heer eingesetzt.

#### Andere Nationalitäten
Seit Amenophis III. wuchs das Kontingent der Soldaten verschiedener Nationalitäten wie Syrer, Libyer, Schardana, Scheklesch, Apiru und sogar Hethiter in den ägyptischen Streitkräften. Neben der Anwerbung als Söldner, war es durchaus üblich, Soldaten eroberter Gebiete als Kriegsgefangene in die Armee zu integrieren.
Im späten Neuen Reich wurden hauptsächlich Libyer als Bogenschützen eingesetzt. Die Libyer trugen Straußenfedern im Haar sowie auffällige Bärte. Sie färbten ihre Haare und Haut Rot. Mit der Zeit bildete sich ein erheblicher Stand heraus, die Machimei, und siedelte in eigenen Dörfern. Weitere unterstützende Stämme bildeten die Keukesch, Hes, Schai und Beken.
Aus Syrien wurden zur Verstärkung ägyptischer Grenzfestungen Männer aus Retenu, Aremu, Charu, Apiru, Schasu oder Fenchu eingezogen und stellten meist die Kontingente mit Wurfspießen. Teilweise wurden sie auch auf Schiffen eingesetzt, so z. B. unter Ramses III. gegen die Seevölker. Weiter Schardana, die mit Schwert und Speeren kämpften. Die Schardana bildeten eigene Kontingente in der ägyptischen Armee.
Im Neuen Reich kamen die Maryannu hinzu, die ebenfalls als Kriegsgefangene nach Ägypten gebracht wurden. Sie wuchsen langsam in der Hierarchie nach oben. Zur Zeit Ramses III. gehörten sie zur Offizierskategorie. Ab der Mitte der 18. Dynastie erscheinen zum ersten Mal die Teheru. Ab der 20. Dynastie gehörten sie etwa der Mitte der militärischen Hierarchie an.

### Administration, Logistik und medizinische Versorgung
Die administrativen und logistischen Organisationsstrukturen waren auf dem höchsten Stand der Entwicklung. Der Staat kontrollierte die gesamte Logistik der Armee. Ramses II. unterteilte das Reich in 34 Militärdistrikte, die für die Aushebung der Soldaten, ihre Ausbildung und die Versorgung der Armee zuständig war.

#### Administration
Für Administration und Logistik gab es Schreiber für Verwaltung und Organisation auf der Divisionsebene. Das Aufkommen an Schriftverkehr war auch während des Krieges erheblich. Korrespondenz erreichte den im Felde stehenden Pharao aus dem gesamten Reich, dem Hofstaat und der heimischen Administration. Schreiber koordinierten die Versorgung und Ausgabe der Rationen an die Infanterie und die Streitwagenabteilungen, außerdem waren sie für die Rekrutierung, Erfassung der Kriegsgefangenen, Militärgefängnisse und Kriegstagebuchführung sowie für das Meldewesen verantwortlich.

#### Logistik
Die Ägypter unterhielten Reparaturdepots und mobile Instandsetzungseinheiten, um durch Wartung und Instandsetzung die Funktionsfähigkeit aller Waffengattungen zu gewährleisten. Die Streitwagenkorps hatten eigenes Personal für Selektion und Ausbildung der Pferde.
Die Entwicklung der Häfen Byblos, Sumur und Arvad im Libanon und Syrien unter Thutmosis III. diente hauptsächlich der Sicherstellung der Logistik und der Aufnahme von über See transportierter Soldaten. Die Ägypter benutzten kleine Küstentransporter, um die Versorgung der Truppe zu gewährleisten bzw. zum Truppentransport. Auch innerhalb Ägyptens blieb der Haupttransportweg der Nil.
Ramses II. führte den Ochsenkarren als die Grundform des Transports ein. Dieser wurde das Standardtransportmittel für die ägyptische Armee für die nächsten 1000 Jahre. Auch Streitwagen wurden zum Transport von Waffen wie Schwerter, Köcher und Pfeile, Wurfspieße und Speere genutzt. Darüber hinaus mussten die Soldaten einen erheblichen Anteil an Verpflegung neben ihrer Ausrüstung und Bewaffnung tragen. Die Versorgung der Armee auf dem Marsch erfolgte aus dem Lande.

#### Medizin
Mit dem Beginn des Neuen Reiches begann der Niedergang der ägyptischen Medizin. Der fehlende militärmedizinische Dienst ist unverständlich in einer ansonsten hochgradig entwickelten Militärmaschinerie, gerade in Zeiten militärischer Expansion.

## Der Niedergang
Die Gründe für den Verfall von Staaten sind nicht immer eindeutig und meistens eine Kombination verschiedener Faktoren. Das Militärwesen eines Staates ist eng mit der politischen, wirtschaftlichen und gesellschaftlichen Entwicklung eines Landes verknüpft. Die verfügbare Literatur gibt für das alte Ägypten nur spärliche Informationen zum Thema wieder.
Die erfolgreiche Abwehr der Seevölker durch Ramses III. kennzeichnete bereits den beginnenden militärischen Niedergang Ägyptens. Erst auf seinem eigenen Territorium im westlichen und östlichen Delta war Ägypten in der Lage, die Invasoren aufzuhalten und zu vernichten. Die Dritte Zwischenzeit war durch politische wie militärische Defensive geprägt, weit entfernt von dem offensiv betriebenen Aufbau eines Imperiums zu den Zeiten eines Sesostris III., Thutmosis III. oder Ramses II. Mit dem Ende des Neuen Reiches (um 1070) sickerten die Libyer verstärkt in das Deltagebiet ein. Dies führte dann 945 zur Machtübernahme durch die libysche 22. Dynastie. Von diesem Zeitpunkt an stand Ägypten kontinuierlich unter Fremdherrschern. 818 zerfiel Ägypten in Teilstaaten, bevor die 26. Dynastie unter Psammetich I. und seiner zwei Nachfolger (Necho II., Psammetich II.) das Land für kurze Zeit wiedervereinigte. Es folgten die Invasionen und Machtübernahmen der Kuschiten, Assyrer, Perser, Makedonier und schließlich Römer.
Ägypten war nach dem Ende des Neuen Reiches wirtschaftlich nicht mehr autark, insbesondere bei strategisch relevanten Rohstoffen. Eisen musste aus dem vorderasiatischen Raum importiert werden, und zwar zu einem Zeitpunkt, zu dem der Einfluss der Pharaonen in Palästina und Phönizien rapide abgenommen hatte. Die wirtschaftlichen Im- und Exporte erfolgten mehr als ohnehin schon üblich durch phönizische und griechische Handelsschiffe.
Der Schiffbau in Ägypten hatte sich traditionell nicht mit dem Bau hochseefähiger Schiffe befasst. Obwohl die Theorie amphibischer Kriegsführung angewandt und auch für den Transport von Truppen auf dem Nil, über See und auf dem Euphrat genutzt wurde, wurde das Konzept von Seemacht, nämlich als Beitrag zur Expansion und Schutz eigenen Handels, nicht verstanden. Vielmehr stagnierte der eigene Schiffbau, ließ keine baulichen Innovationen erkennen und verließ sich auf Schiffsentwicklungen anderer Nationen. Dies schuf eine gefährliche Abhängigkeit von anderen Staaten. Der Verlust Nubiens bedeutete auch den Verlust der Goldzufuhr, die sowohl für die Staatsfinanzen als auch für die Tempel (Gold, das Fleisch der Götter) kaum verzichtbar war.
Gesellschaftlich entwickelte sich Ägypten mehr und mehr in Richtung seiner traditionellen mythischen Grundlagen bei gleichzeitigem Anwachsen der ohnehin immer latent vorhandenen Überbetonung der Bürokratie. Diese staatliche Schwerfälligkeit, verbunden mit ausgeprägtem religiösen Verhalten, stärkte die Priesterschaft und trug zu einer zunehmenden Dominanz der Streitkräfte durch ausländische Söldner und Immigranten bei.